# ステファニー・チェン
ステファニー・チェン（鄭融、Stephanie Cheng、1984年10月10日 -）は、香港の女性歌手・女優である。代表曲は『成人對待』、『終生学習』、『紅花會』、『愛得耐』、『紅緑燈』、『東京百貨』など。

## 概要
子供の頃から動物が大好きで、将来は獣医になろうと夢見ていたが、学生の時にスカウトされ芸能界に入る。しばらくは雑誌等のモデルとして活動していたが、高校卒業後、正東唱片と契約し、2003年に「成人對待」で歌手としてデビューする。
蕭亞軒（エルバ・シャオ）に憧れており、後に契約を交わす正東唱片のオーディションで蕭亞軒の曲を歌った。
私生活は実家暮らしで、父母と兄の4人暮らし。ドゥドゥというシーズー犬を飼っている。

## 交友関係
デビュー時期の近い、薛凱琪（フィオナ・シット）、房祖名（ジェイシー・チャン）や、張敬軒（ヒンズ・チャン）、デビュー当時同じ事務所に所属していた余文楽（ショーン・ユー）、同じレコード会社だった劉浩龍（ウィルフレッド・ラウ）らと非常に仲がよい。特に薛凱琪とは大の親友でお互いのブログによく登場する。

## ディスコグラフィー
2003年:
- 『成人對待』（11月）

2004年:
- 『Step by Step』（9月）

2005年:
- 『Beat Beat』（10月）

2006年:
- 『Honey』（11月）

2007年:
- 『Super Girl』（9月）

2008年:
- 『23』（10月）

2009年:
- 『鄭．融精選』（7月）

2011年:
- 『Spring／Summer』（5月）

## 主な出演作品

### 映画
2005年:
- 『Mr.インクレディブル』（中国語吹き替え版） - ヴァイオレット（ヴァイ）・パー 役

2007年:
- 『每當變幻時』
- 『些細なこと』（原題：破事兒 Trivial Matters）
- 『蜜蜂電影』（「Bee Movie」広東語吹き替え版）

2008年:
- 『六樓后座2家屬謝禮』

2009年:
- 『死神傻了』（CS放映題「ヲタクな死神 〜妄想と現実〜」）
- 『關人7事』